# 1888
1888 је била преступна година.

## Догађаји

### Април
- 3. април — У лондонској четврти Вајтчепел догодило се прво у низу једанаест бруталних убистава жена која се приписују Џеку Трбосеку.

### Новембар
- 6. новембар — На председничким изборима у САД, кандидат Републиканске странке, Бенџамин Харисон, победио је актуелног демократског председника Гровера Кливленда.

### Децембар
- 21. децембар — Велика народна скупштина Србије изгласала је Радикалски устав.

## Рођења

### Фебруар
- 2. фебруар — Адолф Елијер, француски бициклиста. (†1910)

### Март
- 19. март — Леон Сјер, белгијски бициклиста. (†1969).

### Април
- 1. април — Жан Алавоан, француски бициклиста. (†1943).

### Јун
- 17. јун — Хајнц Гудеријан, немачки генерал који се сматра једним од твораца тактике блицкрига. († 1954)

### Јул
- 14. јул — Одил Дефраје, белгијски бициклиста. (†1965).
- 23. јул — Рејмонд Чандлер, амерички књижевник

### Август
- 13. август — Џон Берд, шкотски инжењер. (†1946).

### Септембар
- 12. септембар — Морис Шевалије, француски певач и глумац. (*1972).

### Новембар
- 5. новембар — Карло Оријани, италијански бициклиста. (†1917)
- 7. новембар — Чандрасекара Раман, индијски физичар. (†1970).

### Децембар
- 16. децембар — Александар I Карађорђевић, краљ Краљевине Југославије. (*1934).

## Смрти

### Март
- 8. март — Јосиф Панчић, српски биолог, лекар, први председник Српске краљевске академије. (* 1888)

### Август
- 26. новембар — Герман Анђелић, српски патријарх. (* 1822)